# Вассино
Вассино — село в Тогучинском районе Новосибирской области России. Входит в состав Вассинского сельсовета.

## Топоним
От названия села произошло наименование сельского совета Вассинский, Вассинской геологической свиты.

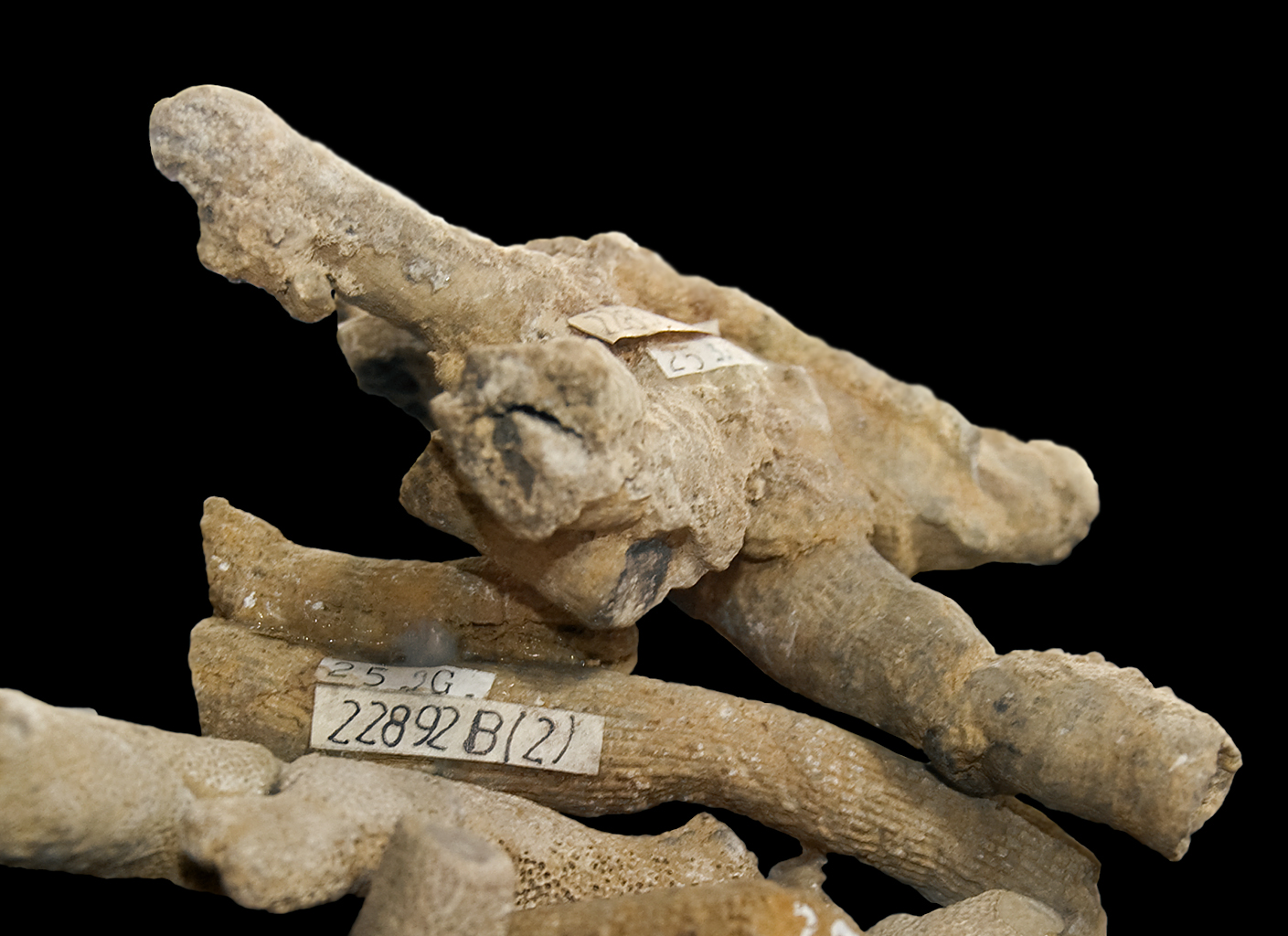
ископаемый коралл Disphyllum из Вассинской свиты

## География
Находится по обеим берегам реки Изылы.
Площадь села — 167 гектаров.
В селе пять улиц: Заречная ул., Зелёная ул., Кирпичная ул., Набережная ул., Центральная ул.
Возле села выходы Вассинской свиты франского яруса девонской системы (382,7—372,2 млн лет).

## История
С 1929 по 1932 г. районный центр Вассинского района.

## Население
| 2002 | 2007 | 2010 |
| ---- | ---- | ---- |
| 554  | ↗558 | ↘477 |

## Инфраструктура
В селе по данным на 2007 год функционирует 1 учреждение здравоохранения. (Вассинский ФАП)